# Labarthe-Bleys
 Labarthe-Bleys  es una población y comuna francesa, ubicada en la región de Mediodía-Pirineos, departamento de Tarn, en el distrito de Albi y cantón de Cordes-sur-Ciel.

## Demografía
| 84 | 81 | 78 | 70 | 65 | 83 |
| Para los censos de 1962 a 1999 la población legal corresponde a la población sin duplicidades (Fuente: INSEE [Consultar]) |    |    |    |    |    |